# Stróżek (województwo lubelskie)
Stróżek – osada leśna w Polsce położona w województwie lubelskim, w powiecie lubartowskim, w gminie Lubartów.
W latach 1975–1998 miejscowość należała administracyjnie do województwa lubelskiego.